# Flam
|  | Aquest article tracta sobre les postres. Vegeu-ne altres significats a «Flam (desambiguació)». |

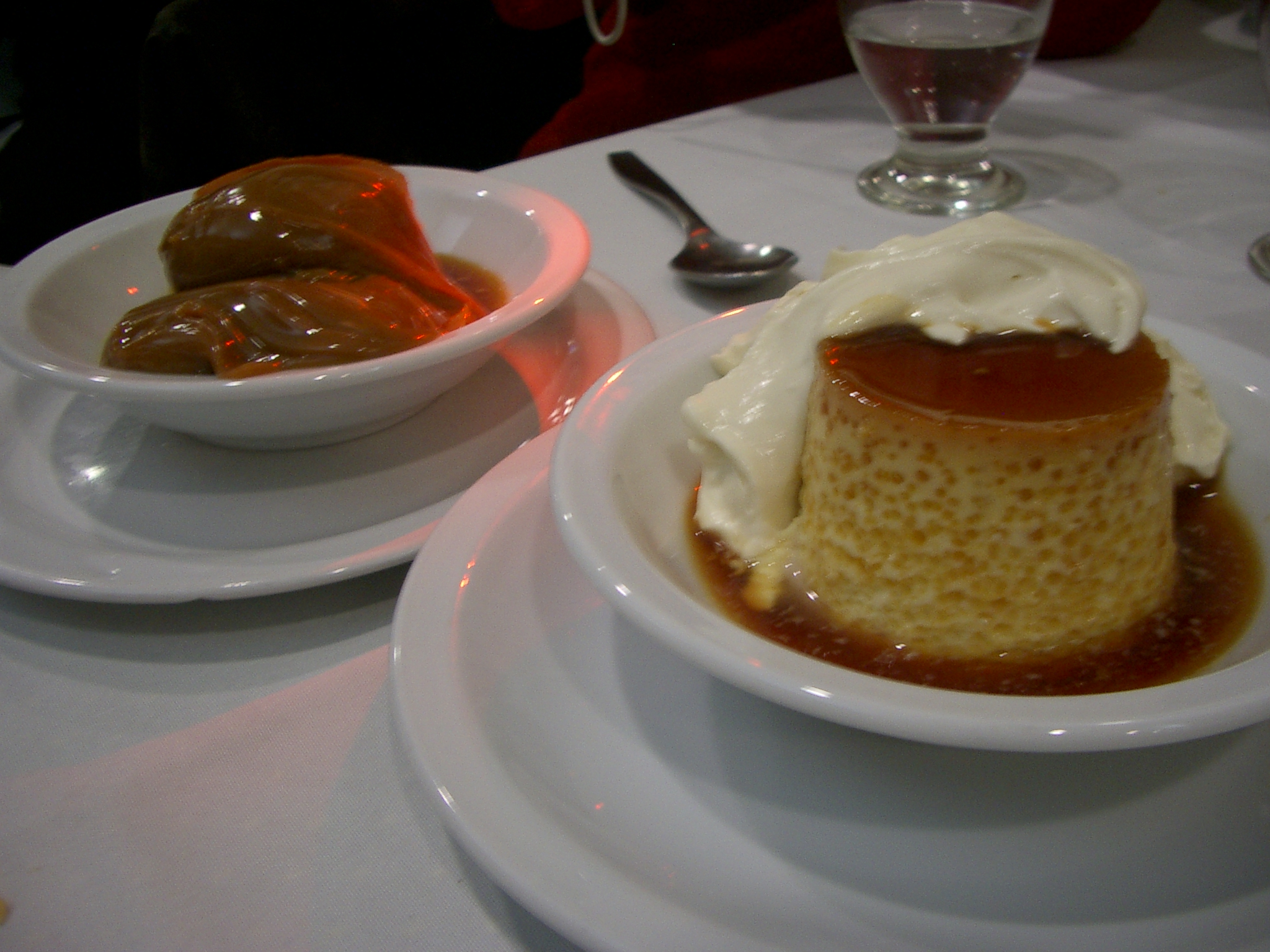
Flam amb nata

El flam o pa d'ou són unes postres preparades normalment amb ou, llet i sucre, i poden portar aromàtics com ara canyella, vainilla o llimona. Es prepara en un bany maria dins un motlle normalment de metall.

## Història
Diversos segles abans del naixement de Crist, els ous eren ingredients essencials en moltes receptes. Els fenicis, els grecs, i després els romans els consideraven molt saludables. A més de ser nutritius, creien que eren beneficiosos per als problemes del fetge i els ronyons, que incrementaven la fertilitat i eliminaven certs problemes del tracte urinari.
Els consumien de diferents formes, però els antics romans van copiar la fórmula grega de barrejar ous amb llet i van crear una recepta anomenada tyropatinam amb ous, llet i mel, que es cuinava a foc lent per quallar els ous i després se servia espolvorejada amb pebre. El tyropatinam s'esmenta en l'obra del poeta llatí Fortunat (530-609 d. de C.).
Ja en l'Edat Mitjana aquesta recepta es va fer molt popular en èpoques de Quaresma quan estava prohibit menjar carns. Llavors va sorgir el "flado"(coca, objecte pla, en llatí) d'ous quallats en versions salades i dolces, amb peix, verdures i també fruites, formatge i mel.
A França i Espanya, la versió dolça del "flado" va començar a servir-se com a postres, invertit, amb una salsa de caramel, i va passar a anomenar-se "flam" o "creme renversee au caramel", al poble gal. Va arribar a Amèrica a través de la Conquesta espanyola, i avui dia és una de les postres més populars del món.

## Variants
Hi ha flams que no porten ou i que es comercialitzen com a "flams de vainilla".
Els flams més comuns són els dolços que es mengen com a postres; normalment s'utilitza la vainilla per donar sabor.
Existeixen variacions que inclouen ametlles, pistatxos, llimona, coco, castanya, te matxa, formatge, mató o fruites a la recepta. També hi ha flams de cafè, xocolata, orxata, ratafia o torró.

## Tipologia

### Flams salats
La sopa de flam és típica de les terres de l'Ebre i del Maestrat. Es fa amb trossos de flam preparat sense sucre. Hi ha diverses formes de preparar el flam, a base de brou de gallina i ous o a base de llet i ous i salpebrat. La sopa amb flam és un dels plats típics de les festes de Nadal.

## Física del flam[calcitació]

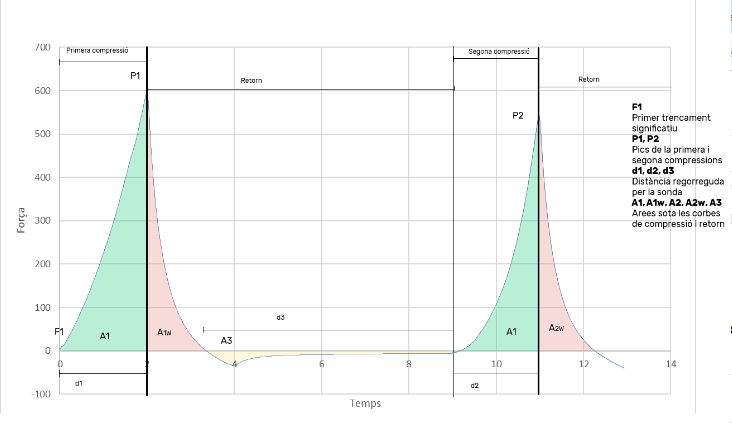

Gràcies al texturòmetre es pot representar en una gràfica, el perfil sobre la textura de l'aliment, o TPA (Texture Profile Analysis). .
Càlcul dels paràmetres físics del flam (1) a partir de les fórmules preestablertes:
- Duresa = 598,202N
- Fracturabilitat = 598,202N
- Cohesivitat = 70,28%
- Adhesivitat = -12,17J
- Elasticitat = 9,85m
- Gomositat = 52,06N
- Mastegabilitat = 4141,1J
- Resistència = 1,5
- A1w = (Àrea positiva - Àrea pic positiu) = 709,24 - 494,75 = 214,48
- Resiliència = 30,24%

Gràcies a aquestes dades podem afirmar des d'un punt de vista científic que el flam és una elaboració resistent, elàstica i difícil de deglutir tot i resultar tova i gelatinosa.

## Textura
Aquesta elaboració culinària té un seguit de característiques que la diferencien d'altres dolços fets a base d'ou.
Podem definir la seva textura com a:
- Elàstic: Que es pot estirar, deformar, comprimir o expandir, recuperant la seva forma quan cessa la força que l'altera, i conseqüentment fent que aquesta qualitat es noti en la textura en boca i sigui així una de les textures més característiques.
- Lleuger: Donada la seva mastegabilitat, aquesta elaboració té una textura molt agradable en boca, a causa de la fàcil desintegració de l'aliment sòlid fins a ser apte per la deglució.
- Suau: Com que la força necessària per provocar una deformació és baixa i presenta un cos homogeni, podem dir que aquesta elaboració té una textura molt suau en boca.
- Gelatinós: Que té les propietats característiques d'una gelatina, tals com la textura, l'aparença visual i la viscositat que adopta el producte un cop el consumim.
- Viscós: Característica que fa que una substància sigui espessa, que no flueixi ràpidament i que la seva densitat sigui elevada.